# الوداد الرياضي بالسرس
الوداد الرياضي بالسرس فريق كرة قدم تونسي تأسس سنة 1963 ينشط بمعتمدية السرس بولاية الكاف

يلعب ضمن القسم الرابع هواة